# Słowacki Komitet Olimpijski
Słowacki Komitet Olimpijski (słow. Slovenský olympijský výbor) – stowarzyszenie związków i organizacji sportowych z siedzibą w Bratysławie, zajmujące się organizacją udziału reprezentacji Słowacji w igrzyskach olimpijskich i europejskich oraz upowszechnianiem idei olimpijskiej i promocją sportu, a także reprezentowaniem słowackiego sportu w organizacjach międzynarodowych, w tym w Międzynarodowym Komitecie Olimpijskim.